# Ольшаньская, Михалина
Михали́на Ольша́ньска (пол. Michalina Olszańska; род. 29 июня 1992, Варшава) — польская киноактриса, скрипачка, певица и писательница.

## Биография
Родилась в семье актёров Агнешки Фатыги и Войцеха Ольшаньского 29 июня 1992 года. В возрасте семи лет начала заниматься музыкой, в 2011 году окончила Высшую музыкальную школу им. Зенона Бржевского, после чего училась в Музыкальном университете имени Фредерика Шопена и Театральной академии им. Александра Зельверовича в Варшаве. Выступала как солистка с многими симфоническими оркестрами. Автор романов «Ребёнок-звезда Атлантида» (пол. Dziecko Gwiazd Atlantyda, 2009) и «Очарованная» (пол. Zaklęta, 2011). С 2012 года регулярно снимается в кино.
В скандальном фильме «Матильда» сыграла роль балерины Матильды Кшесинской.

## Фильмография
- Краски счастья (пол. Barwy szczęścia, 2012—2015) в роли певицы Тины
- Комиссар Алекс (пол. Komisarz Alex, 2013) в роли Кинги Ленарт
- Соланге (пол. Solange, 2013) в заглавной роли
- Кранц (пол. Kranz, 2013) в роли Алисии
- Это только комедия (пол. To tylko komedia, 2013) в роли Марты
- Джек Стронг (пол. Jack Strong, 2014) в роли Изы Михалак
- Пятый, не отходи (пол. Piąte: nie odchodź, 2014) в роли Ромы Малиновски, дочери Анджея
- Варшава ночью (англ. Warsaw by Night, 2014) в роли Агнешки
- Соблазн (пол. Córki dancingu, 2015) в роли Сирены Злоты
- Анатомия зла (пол. Anatomia zła, 2015) в роли Галины
- Жить, не умирать (пол. Żyć nie umierać, 2015) в роли Ани Заренбы, дочери Малгоржаты
- Отец (пол. Ojciec, 2015) в роли Алисии
- Я, Ольга Гепнарова (чеш. Já, Olga Hepnarová, 2015) в заглавной роли
- Бангистан (пол. Bangistan, 2015)
- Польские легенды: Операция Василиск (пол. Legendy polskie: Operacja Bazyliszek, 2016) в роли Жепихи
- Свидетель (пол. Świadek, 2016) в роли Наоми
- Матильда, реж. Алексей Учитель (2017) в роли Кшесинской
- Собибор, реж. Константин Хабенский (2018) в роли Ханны[2]
- Меня зовут Сара (My name is Sara, 2018) в роли Нади[2]
- 1983 (сериал, 2018) в роли Офелии
- Груз (Carga, 2018), реж. Бруно Гаскон, в роли Виктории
- Свидетель (Swiadek, 2019), реж. Мигель Гауденсио, в роли Наоми